# Robbie Fowler
Robert "Robbie" Bernard Fowler (Liverpool, 9 de Abril de 1975), é um ex-futebolista e atual treinador inglês.

## Carreira

### Clubes
Apesar de na infância ter sido torcedor do Everton, foi no rival Liverpool onde começou e teve maior destaque. Atuando nos Reds, se tornou um dos maiores jogadores da história do clube, e um dos grandes ídolos dos torcedores. Com duas passagens pelo clube: a primeira entre 1993 e 2001 e a segunda na temporada 2006-07, marcou um total de 183 gols em 369 jogos, sendo o maior artilheiro na Premier League e sexto maior na história do clube.
Em 2001, foi vendido ao Leeds United, onde ficou até 2003, sendo negociado por conta da crise financeira vivida pelo clube. De 2003 a 2006 defendeu o Manchester City, até retornar ao clube em que iniciou sua carreira.

### Seleção Inglesa
Pela Seleção Inglesa, disputou a Euro de 1996 e de 2000, além da Copa do Mundo de 2002.

## Títulos
Liverpool
- Copa da Liga Inglesa: 1994–95, 2000–01
- Copa da Inglaterra: 2000–01
- Copa da UEFA: 2000–01
- Supercopa da UEFA: 2001

Seleção Inglesa
- Euro Sub-18: 1993

### Prêmios individuais
- Jogador Jovem do Ano pela PFA: 1995, 1996
- Equipe do Ano pela PFA: 1996
- Prêmio Fair-Play da UEFA: 1997
- Jogador do mês na Premier League: Dezembro de 1995, Janeiro de 1996
- Troféu Alan Hardaker: 2001
- Jogador do ano do North Queensland Fury: 2010